# ジョージ・コタカ
ジョージ・コタカ（George Kotaka、1977年7月28日 - ）は日系アメリカ人空手選手。
アメリカ・ハワイ州ホノルル出身。IKF所属。アメリカスポーツ空手界の第一人者。
帯には漢字で小高聖二と刺繍されている。小高家長男であり、上に一人姉が居る。

## 来歴
3歳の頃から父親の小高忠三の元で空手を始め、2002年のWKF主催の第16回世界空手道選手権大会で男子組手65kg級で優勝しアメリカに20数年振りに金メダルをもたらした。

## 戦績
- WKF第15回世界空手道選手権大会男子組手65kg級 3位
- WKF第16回世界空手道選手権大会男子組手65kg級優勝
- WKF第19回世界空手道選手権大会男子組手65kg級優勝